# Франциска Сенлер-Шоурекова
Франциска Сенлер-Шоурекова (на чешки: Franciska Šourekova) е чешка учителка, публицистка и преводачка, работила в България.

## Биография
Родена е през 1844 г. във Водняни, Австрийска империя. Получава педагогическо образование в Прага и едновременно с това учи в Пражката консерватория. В пролетта на 1881 г. пристига в Пловдив и по предложение на Иван Салабашев е назначена за директор на Областната девическа гимназия. Преподава анатомия, химия, икономика, френски език, ръкоделие, чертане. Заедно с това ръководи и девическия пансион към гимназията. През 1883 г. се омъжва за математика Антон Шоурек. След майчинството, през 1885 г., преустановява учителската си дейност и се занимава с публицистика и преводачесто. Умира през 1919 г.